# Teyuwasu
Teyuwasu (tupi lagarto grande) é um gênero representado por apenas uma espécie de dinossauro saurisquio, que viveu no Triássico Superior (aproximadamente 223 milhões de anos no Carniano), e foi encontrado no Brasil.

## Descrição
É um pequeno dinossauro bípede com 1,50 metros de comprimento, 0,60 altura e 5 kg.

## História
Os restos deste dinossauro foram coletados por Friedrich von Huene em 1938 e 1942. Só em 1999 Kischlat identificou-o como um dinossauro, seus restos mortais, um fêmur e uma tíbia,  provenientes da Formação Santa Maria. O nome do gênero provém da língua tupi-guarani Teyu (teju) lagarto e Wasu (guasu) grande, a espécie barbareani em homenagem ao paleontólogo Gaúcho Mário Costa Barberena. Os fósseis deste animal estão na Universidade de Munique, Alemanha.

## Classificação

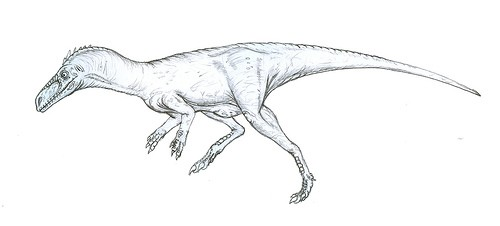
Reconstrução em vida.

Devido à curta descrição e uma análise filogenética é incompleta, muitas dúvidas se é um verdadeiro dinossauro, e o colocá entre os seus antepassados próximos.